# Cryptoscenea australiensis
Cryptoscenea australiensis is een insect uit de familie van de dwerggaasvliegen (Coniopterygidae), die tot de orde netvleugeligen (Neuroptera) behoort. 
De wetenschappelijke naam Cryptoscenea australiensis is voor het eerst geldig gepubliceerd door Enderlein in 1906.